# Női Ázsia-kupa
Az AFC női Ázsia-kupa egy nemzetközi labdarúgótorna, amelynek szervezője az Ázsiai Labdarúgó-szövetség. A női Ázsia-kupát 1975 óta rendezik meg, 2010-től négyévenként kerül rá sor. A legsikeresebb a kínai válogatott, amely eddig kilencszer nyerte meg a tornát.

## Eredmények
| Év   | Rendező        | Döntő       | Döntő                | Döntő         | Bronzmérkőzés           | Bronzmérkőzés           | Bronzmérkőzés           |
| Év   | Rendező        | Győztes     | Eredmény             | Ezüstérmes    | Bronzérmes              | Eredmény                | Negyedik hely           |
| ---- | -------------- | ----------- | -------------------- | ------------- | ----------------------- | ----------------------- | ----------------------- |
| 1975 | Hongkong       | Új-Zéland   | 3 – 1                | Thaiföld      | Ausztrália              | 5 – 0                   | Malajzia                |
| 1977 | Tajvan         | Tajvan      | 3 – 1                | Thaiföld      | Szingapúr               | 2 – 0                   | Indonézia               |
| 1979 | India          | Tajvan      | 2 – 0                | India · (dél) | Hongkong                | ismeretlen              | Ausztrália · (nyugat)   |
| 1981 | Hongkong       | Tajvan      | 5 – 0                | Thaiföld      | India                   | 2 – 0                   | Hongkong                |
| 1983 | Thaiföld       | Thaiföld    | 3 – 0                | India         | Malajzia                | 0 – 0 (t. 5–4)          | Szingapúr               |
| 1986 | Hongkong       | Kína        | 2 – 0                | Japán         | Thaiföld                | 3 – 0                   | Indonézia               |
| 1989 | Hongkong       | Kína        | 1 – 0                | Tajvan        | Japán                   | 3 – 1                   | Hongkong                |
| 1991 | Japán          | Kína        | 5 – 0                | Japán         | Tajvan                  | 0 – 0 (t. 5–4)          | Észak-Korea             |
| 1993 | Malajzia       | Kína        | 3 – 0                | Észak-Korea   | Japán                   | 3 – 0                   | Tajvan                  |
| 1995 | Malajzia       | Kína        | 2 – 0                | Japán         | Tajvan                  | 0 – 0 (t. 3–0)          | Dél-Korea               |
| 1997 | Kína           | Kína        | 2 – 0                | Észak-Korea   | Japán                   | 2 – 0                   | Tajvan                  |
| 1999 | Fülöp-szigetek | Kína        | 3 – 0                | Tajvan        | Észak-Korea             | 3 – 2                   | Japán                   |
| 2001 | Tajvan         | Észak-Korea | 2 – 0                | Japán         | Kína                    | 8 – 0                   | Dél-Korea               |
| 2003 | Thaiföld       | Észak-Korea | 2 – 1 (h.u)          | Kína          | Dél-Korea               | 1 – 0                   | Japán                   |
| 2006 | Ausztrália     | Kína        | 2 – 2 (h.u) (t. 4–2) | Ausztrália    | Észak-Korea             | 3 – 2                   | Japán                   |
| 2008 | Vietnám        | Észak-Korea | 2 – 1                | Kína          | Japán                   | 3 – 0                   | Ausztrália              |
| 2010 | Kína           | Ausztrália  | 1 – 1 (h.u) (t. 5–4) | Észak-Korea   | Japán                   | 2 – 0                   | Kína                    |
| 2014 | Vietnám        | Japán       | 1 – 0                | Ausztrália    | Kína                    | 2 – 1                   | Dél-Korea               |
| 2018 | Jordánia       | Japán       | 1 – 0                | Ausztrália    | Kína                    | 3 – 1                   | Thaiföld                |
| 2022 | India          | Kína        | 3 – 2                | Dél-Korea     | Japán és Fülöp-szigetek | Japán és Fülöp-szigetek | Japán és Fülöp-szigetek |

## Összesítés
Az alábbi táblázat az 1975 és 2018 között megrendezett női Ázsia-kupák első négy helyezett csapatait tartalmazza.
| Hely.    | Nemzet      | Győztes | Ezüstérmes | Bronzérmes | Negyedik | Összesen |
| -------- | ----------- | ------- | ---------- | ---------- | -------- | -------- |
| 1.       | Kína        | 9       | 2          | 3          | 1        | 15       |
| 2.       | Tajvan      | 3       | 2          | 2          | 2        | 9        |
| 3.       | Észak-Korea | 3       | 3          | 2          | 1        | 9        |
| 4.       | Japán       | 2       | 4          | 5          | 3        | 15       |
| 5.       | Ausztrália  | 1       | 3          | 2          | 1        | 7        |
| 6.       | Thaiföld    | 1       | 3          | 1          | 1        | 6        |
| 7.       | Új-Zéland   | 1       | 0          | 0          | 0        | 1        |
| 8.       | India       | 0       | 2          | 1          | 0        | 3        |
| 9.       | Dél-Korea   | 0       | 1          | 1          | 3        | 5        |
| 10.      | Hongkong    | 0       | 0          | 1          | 2        | 3        |
| 11.      | Szingapúr   | 0       | 0          | 1          | 1        | 2        |
| 11.      | Malajzia    | 0       | 0          | 1          | 1        | 2        |
| 13.      | Indonézia   | 0       | 0          | 0          | 2        | 2        |
| Összesen | Összesen    | 20      | 20         | 20         | 18       | 78       |